# Soja Nikolajewna Wassilkowa
Soja Nikolajewna Wassilkowa (russisch Зоя Николаевна Василькова, wiss. Transliteration Zoja Nikolaevna Vasil'kova; * 4. Mai 1926 in Leningrad; † 1. Juni 2008 in Sankt Petersburg) war eine russische Theater- und Kinoschauspielerin.

## Leben
Soja Nikolajewna Wassilkowa wurde am 4. Mai 1926 als Tochter von Soja Iwanowna Wassilkowa (1904–1982) und dem späteren Generalleutnant der Sowjetischen Armee Nikolai Wassilkow (1902–1973) geboren. Im Alter von 17 Jahren nahm sie freiwillig als Frontkämpferin am Großen Vaterländischen Krieg teil und wurde durch eine Bombenexplosion verletzt. Nach Ende des Krieges studierte Wassilkowa am Gerassimow-Institut für Kinematographie in Moskau und war hierbei im Kurs des bekannten Schauspielers und Regisseurs Wassili Wassiljewitsch Wanin. Im Jahr 1949 machte Wassilkowa ihren Abschluss am Gerassimow-Institut und wurde Mitglied des Staatlichen Theaters der Filmschauspieler (Государственный театр киноактёра). In den 1950er Jahren war Wassilkowa, jeweils während zweijähriger Dienstreisen, als Schauspielerin in der Volksrepublik China (1950–1952), der Volksrepublik Polen (1954–1956) und der DDR (1957–1959) tätig. 1956 spielte sie ihre ersten Filmrolle in Puteschestwije w molodost (Путешествие в молодость). Seit 1959 war sie an den Gorki Filmstudios tätig. In ihrer von den 1950er bis 1990er Jahren reichenden Karriere gab die blonde Mimin rund 120 Rollen und war auch mehrfach als Synchronsprecherin zu hören.
Soja Wassilkowa war mit dem Schauspieler Juri Tschekulajew verheiratet und trug in der Ehe auch dessen Familiennamen. Das Paar trennte sich 1965. Sie starb am 1. Juni 2008 und wurde zusammen mit ihren Eltern in einem Kolumbarium auf dem Nowodewitschi-Friedhof in Moskau beigesetzt.
Sie war Trägerin der Medaille „Für Verdienste im Kampf“ (1944) und wurde außerdem mit dem Orden des Vaterländischen Krieges II. Klasse (1985) ausgezeichnet.

## Filmografie (Auswahl)
- 1957: Die Schwestern (Sjostry)
- 1961: Neun Tage eines Jahres (Dewjat dnei odnogo goda)
- 1962: Die Nacht vor Weihnachten (Wetschera na chutore Dikanki)
- 1963: Der blinde Vogel (Slepaja ptiza)
- 1963: Когда казаки плачут (Kogda kasaki platschut)
- 1963: Im Königreich der Zauberspiegel (Korolewstwo Kriwych Serkal)
- 1964: Das Märchen von der verlorenen Zeit (Skaska o poterjannom wremeni)
- 1964: Приключения Толи Клюквина (Prikljutschenija Toli Kljukwina)
- 1966: Die Kinder des Don Quichotte (Deti Don Kichota)
- 1966: Böse Anekdote (Skwerny anekdot)
- 1966: Das Märchen vom Zaren Saltan (Skaska o zare Saltane)
- 1967: Цыган (Zygan)
- 1967: Дядюшкин сон (Djadjuschkin son)
- 1968: Конец "Сатурна" (Konez «Saturna»)
- 1968: Feuer, Wasser und Posaunen (Ogon, woda i … mednye truby)
- 1969: Die schöne Warwara (Warwara-krasa, dlinnaja kosa)
- 1970: Schuld und Sühne (Prestuplenje i nakasanje)
- 1971: 12 стульев (12 stuljew)
- 1971: Sterne verlöschen nicht (Swesdy ne gasnjut)
- 1971: Gentlemen der Erfolge (Dschentlmeny udatschi)
- 1972: Kampf nach dem Sieg (Boi posle pobedy ...)
- 1972: Ruslan und Ljudmila (Ruslan i Ljudmila)
- 1972: Человек на своём месте (Tschelowek na swojom meste)
- 1974: Rhapsodie des Nordens (Sewernaja rapsodija)
- 1975: Unvergängliche Leidenschaft (Ljubow semnaja)
- 1976: Das geht mich nichts an (Menja eto ne kasajetsja ...)
- 1977: Голубка (Golubka) Fernsehfilmreihe
- 1978: Inkognito aus Petersburg (Inkognito is Peterburga)
- 1978: Rückkopplung (Obratnaja swjas)
- 1980: О бедном гусаре замолвите слово (O bednom gusare samolwite slowo)
- 1981: Die Schatulle der Maria Medici (Larez Marii Meditschi)
- 1983: Wer klopft an meine Tür? (Kto stutschitsja k dwer ko mne)
- 1985: Russisch, bitte! (Pozaluista) Telekolleg
- 1989: Не сошлись характерами (Ne soschlis charakterami)
- 1998: Aufsatz zum Tag des Sieges (Sotschinenije ko Dnju Pobedy)
- 2003: Георгий Милляр. Вся нечистая сила (Georgi Milljar. Bsja netschistaja sila) (Dokumentarkurzfilm)[4]